# Platypolia acutissima
Platypolia acutissima är en fjärilsart som beskrevs av Augustus Radcliffe Grote 1875. Platypolia acutissima ingår i släktet Platypolia och familjen nattflyn. Inga underarter finns listade i Catalogue of Life.